# Bronisław Brzeziński
Bronisław Brzeziński (Zbrzeziński) (zm. ok. 1865) – ostatni przedstawiciel Rządu Narodowego w powstaniu styczniowym. 
Przed powstaniem był urzędnikiem Komisji Rządowej Przychodów i Skarbu w Warszawie. W czerwcu 1863 za rządów Karola Majewskiego, został referentem i kontrolerem powiatów: warszawskiego, rawskiego i łowickiego. Jako wyraziciel tendencji rewolucyjnych pozostawał w opozycji do Romualda Traugutta, 20 października tego roku opuścił skład tego rządu. W grudniu zawiązał koło rewolucyjne z myślą obalenia Rządu Narodowego. Po aresztowaniu Traugutta otrzymał pozostałe pieczęcie rządowe i 20 kwietnia 1864 utworzył 
nową władzę, która pozbawiona wpływu przetrwała do października tego roku. Przy pomocy Aleksandra Waszkowskiego wydał szereg odezw i okólników, dekretem z 25 lipca mianował Jana Kurzynę pełnomocnikiem rządu poza granicami zaboru rosyjskiego. Ścigany przez policję rosyjską uciekł do Francji, gdzie zmarł.  